# Ramphocinclus
Ramphocinclus är ett litet fågelsläkte i familjen härmtrastar inom ordningen tättingar. Släktet omfattar endast två arter som förekommer i Små Antillerna:
- Martiniquehärmtrast (Ramphocinclus brachyurus)
- Saintluciahärmtrast (Ramphocinclus sanctaeluciae)

De båda arterna behandlades tidigare som en och samma art, vitbröstad härmtrast (Ramphocinclus brachyurus), men urskiljs sedan 2024 som två separata arter.